# A World Without Love
〈A World Without Love〉는 영국의 듀오 피터 앤 고든이 녹음하고 1964년 2월 첫 싱글로써 발매한 노래다. 동명의 첫 번째 영미 정규음반에 수록되어 있다. 노래는 폴 매카트니가 작곡했고 레논-매카트니 저작자 표기를 따른다. B면의 〈If I Were You〉는 피터 앤 고든이 쓴 것이다. 영국에서는 《레코드 리테일러》 차트 1위, 《뉴 뮤지컬 익스프레스》 1위를 석권했다. 미국의 경우 《빌보드》 핫 100, 《캐시박스》 톱 100 정상에 올랐다. 그외 아이리시 싱글 차트 1위, 뉴질랜드 "리버 히트 퍼레이드" 1위, 호주 2위, 노르웨이 VG-리스타에서 8위를 차지했다.

## 배경
폴 매카트니는 16세경에 노래를 작곡했다. 이후 여자친구 사이로 발전하는 런던의 제인 애셔의 집에 1963년 이사를 온 그는 제인의 남자형제 피터 애셔와 방을 같이 썼다. 애셔는 매카트니에게 자기하고 고든 월러가 이후 피터 앤 고든으로 계약에 체결할시 곡을 가져다 써도 될지 물었다. 매카트니는 곡에 대한 존 레논의 반응을 이렇게 말했다. "유쾌한 첫 번째 가사에 존은 항상 웃곤 했어요. '나를 가둬 주세요.Please lock me away –' '그러지 뭐Yes, okay.' 곡이 끝나버리는 거죠." 레논이 곡에 대해 논하기를 "제 생각에 과거의 것을 부활시킨 게 아닌가 합니다. ... 아무래도 곡 전체를 비틀즈 결성 이전에 쓴 것 같아요. ... 'Please lock me away'라는 가사에 저희는 언제나 요절하곤 했습니다." 매카트니는 비틀즈에 적합한 곡이라고 생각하지 않았다. 그런 이유로 이 곡은 비틀즈가 발매한 적이 없으며 비틀즈의 일원에 의한 녹음은 매카트니가 부른 원 데모 뿐이며, 현재 피터 애셔가 소유하고 있다. 2013년 1월 매카트니의 데모는 유튜브를 통해 유출되었다.
비틀즈 이외의 아티스트가 녹음한 레논-매카트니 작품이 미국에서 정상에 오른 두 곡 중 하나다. (다른 하나는 엘튼 존의 〈Lucy in the Sky with Diamonds〉 커버) 레논과 매카트니가 1963년경 작곡해 빌리 크래머에게 선물한 〈Bad to Me〉의 경우 영국에서 1위를 달성했으나 미국에서는 실패했다. 매카트니는 피터 앤 고든에게 곡을 주기 전 빌리 J. 크래머에게 곡을 권해 보았으나 거절당했다. 1964년 미국 차트에 진입한 레논-매카트니의 7곡 가운데 한 곡이다. 이는 한 해 역년을 기준으로 가장 많은 미국 차트 정상 달성 기록을 수립했다. 〈A World Without Love〉는 로큰롤 명예의 전당 선정 로큰롤을 형성한 500곡 중 하나로 선발되었다.

## 보비 라이델 버전
1964년 6월 발매된 보비 라이델의 커버 버전은 많은 소매점에서 지역적 특수를 보였고 빌보드 핫 100에서 80위까지 올랐다. 라이델의 출신지 필라델피아에서는 피터 앤 고든 버전과 나란히 1위를 차지했다. 한편 피츠버그 시장에서는 피터 앤 고든 버전은 무시되고 라이델의 버전이 4위를 차지했다. 시카고에서 WLS의 "실버 달러 서비"에서 라이델의 버전은 10위를 달성, 피터 앤 고든 버전은 독립적으로 13위에 올랐다. 또한 라이델의 버전은 싱가포르 5위, 홍콩 9위를 달성한다.

## 그외 버전
1964년 슈프림스의 버전이 음반 《A Bit of Liverpool》에 수록되었다. 동남아시아 일부 국가에서 히트, 말레이시아에서 7위를 차지했다. 1964년 《Handy Man》에서 델 섀넌의 커버 버전이 수록되었다. 테리 블랙이 1956년 데뷔 정규음반 《Only 16》에 수록했다.

## 참고 문헌
- Miles, Barry (1997). 《Paul McCartney: Many Years From Now》. New York: Henry Holt & Company. ISBN 0-8050-5249-6.
- Sheff, David (2000). 《All We Are Saying》. St Martin's Griffin. ISBN 0-312-25464-4.